# Кисельгоф, Зиновий Аронович
Зиновий (Зусман) Аронович Кисельгоф (идиш זוסמאַן קיסעלהאָף (קיסלהאָף)‎; 3 (15) марта 1878 года — 1 июня 1939) — музыкант, педагог и фольклорист (собиратель еврейских народных песен), основатель Петроградского еврейского учительского общества и один из основателей Общества еврейской народной музыки в Санкт-Петербурге, директор национальной еврейской школы и детского дома в Ленинграде.

## Биография

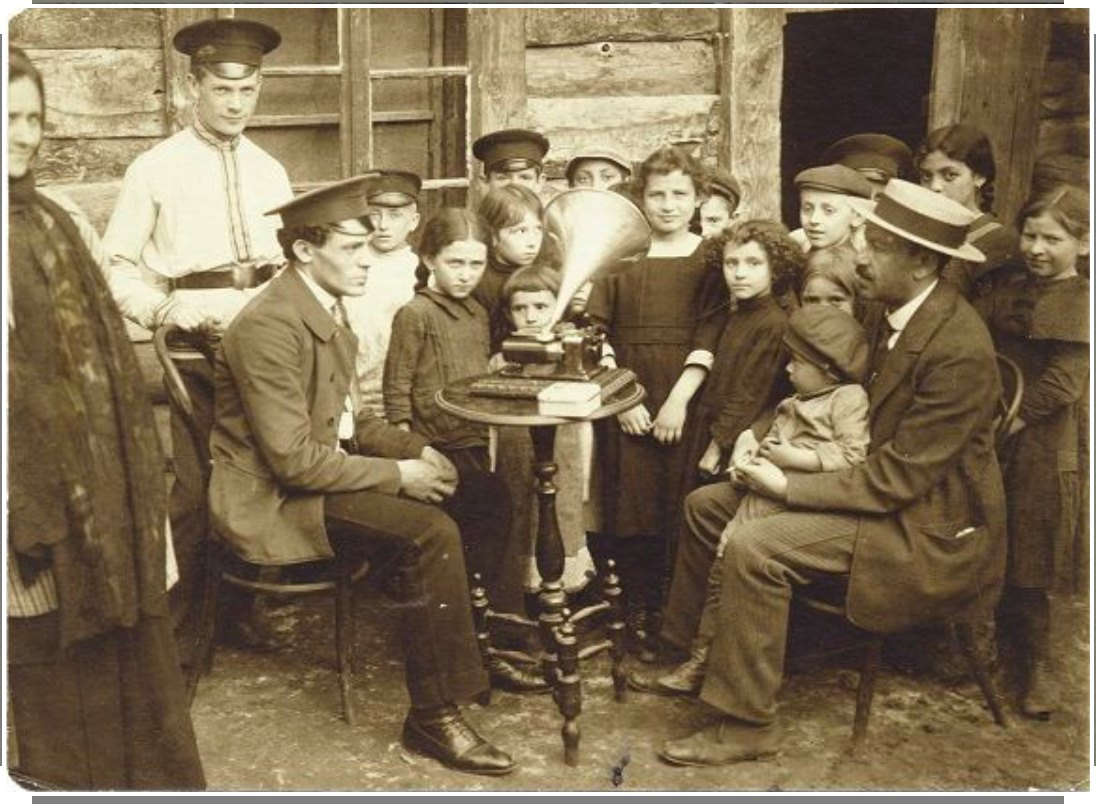
З. А. Кисельгоф (сидит справа), в Кременце, экспедиция 1912 года

Родился в Велиже (в те времена — Витебская губерния, ныне — Смоленская область) 3 (15) марта 1878 года в семье учителя Арона Бенциановича Кисельгофа и его жены Ревекки Лейзеровны.
Учился в хедере, затем в Велижском еврейском училище и с 1894 года — в Виленском еврейском Учительском институте, который окончил в 1898 году. После окончания института работал в русско-еврейской школе в Витебске. В 1906 году по приглашению Общества для распространения просвещения между евреями в России Кисельгоф переехал в Петербург, где преподавал математику в училище Общества. При этом он продолжил свое образование сперва в Вольной высшей школе П. Ф. Лесгафта, а с 1908 на физико-математическом факультете университета.
Ещё в 1898 году Кисельгоф вступил в Бунд, в котором занимался просветительской деятельностью. В 1899 году он был арестован за хранение нелегальной литературы, провел в тюрьме несколько недель и затем находился под надзором полиции. Прекратил деятельность в БУНД-е в 1906 (по другим данным — уже в Санкт-Петербурге в 1908) году.
Около 1902 года Зиновий Аронович начал записывать еврейский музыкальный фольклор. Полноценного музыкального образования у Кисельгофа не было: в одиннадцатилетнем возрасте он учился игре на скрипке у клезмера Меера Берсона, в остальном же был в основном самоучкой. Однако абсолютный слух и способности позволяли ему профессионально осваивать разные музыкальные инструменты и стать одним из крупнейших специалистов по еврейскому музыкальному народному наследию. Ежегодно с 1907 по 1915 он ездил летом по местам черты оседлости, записывая еврейские песни и напевы. Результатом этой работы является коллекция из более 2000 записей. В 1913—1914 участвовал в экспедиции Ан-ского.
В 1908 году Кисельгоф стал одним из основателем и членом правления Общества еврейской народной музыки, активным членом которого оставался до 1921 года. В рамках общества он продолжал свою этнографическую и просветительскую деятельность: в эти годы им бы создан народный хор,
который принимал участие в концертах Общества, читались доклады, продолжались этнографические экспедиции. Доклады, подготовленные и прочитанные Кисельгофом на заседаниях общества, также относились к фольклорным изысканиям: «О еврейских народных песнях собранных Любавичах» (1910 год), «О еврейской народной песне» (1911 год), «Характер и форма еврейской народной песни» (1913 год), «Еврейская народная песня на Волыни» (1914 год).
Общество, в свою очередь, спонсировало фольклорные экспедиции для записи еврейской народной музыки, в том числе и экспедицию с участием Кисельгофа, когда для записи использовалось недавнее изобретение — фонограф Эдисона. Группа записала более 1000 восковых цилиндров. Эта коллекция, хранящаяся в Национальной библиотеке Украины в Киеве, является одним из важнейших этнографических ресурсов еврейской жизни черты оседлости того периода. По собранным в экспедициях материалам Киссельгоф подготовил «Сборник песен для еврейских школ и дома», который был издан Обществом, а потом переиздавался в Петербурге и Берлине.
Органически связанной с музыкальной была и театральная деятельность Кисельгофа. В 1919 он стоял у основания Петроградского еврейского театра-студии Алексея Грановского, позже выросшего в знаменитый ГОСЕТ. В этой студии Зиновий Аронович преподавал музыку и был хормейстером. Сотрудничество это продолжалось и после переезда театра в Москву и организации Московского государственный еврейского театра (ГОСЕТ). Кисельгоф был консультантом при создании музыки к спектаклям «Колдунья», «Мазлтов», «Двести тысяч», «Три изюминки», «Ночь на старом рынке».
Все эти годы музыкальная и фольклорная деятельность Зиновия Ароновича шла в дополнении к его постоянной основной преподавательской работе. Кроме училища он значится также преподавателем Петербургской частной мужской еврейской гимназии И. Г. Эйзенбета. Кисельгоф стал одним из основателей организованного 24 января 1917 года Петроградского еврейского учительского общества.
После Октябрьской революции, в 1920 Кисельгоф встал во главе Национальной еврейской школы (№ 14, а с конца 30-х — № 11) и связанного с ней еврейского детского дома (детский дом № 79) (10-я линия, 37). В том же году (Михаил Блейзер пишет: «в начале двадцатых годов») детский дом принял ребят с Украины и из Белоруссии, осиротевших во время Гражданской войны, в том числе — и во время погромов.
В школе учились как воспитанники детского дома, так и приходящие ребята, которых привлекал высокий уровень преподавания в этом учебном заведении, далеко выходящий за рамки программы. Почти все выпускники школы потом поступали в ВУЗы, многие из тех, кто остался жив после Великой Отечественной войны,- стали кандидатами и докторами наук.  Процветала и внеклассная самодеятельность: в школе был хор, балетный и другие художественные и музыкальные кружки. Гостями школы часто бывали известные актёры и писатели, в том числе коллеги Зиновия Ароновича по театральной и этнографической деятельности: С. М. Михоэлс, В. Л. Зускин, М. И. Эпельбаум, проходили выступления профессиональных коллективов. Ребята тоже давали концерты, в том числе в Ленинградском отделении ОЗЕТ и у шефов — в трампарке имени Леонова.
Сам Зиновий Аронович вместе с женой и дочерью жил в небольшой служебной квартире на втором этаже здания школы (10-я линия Васильевского острова, 37). По воспоминаниям современников, Кисельгоф был любим и уважаем учениками и воспитанниками детского дома. Позже, когда в 1938 году он был арестован, многие из них обращались во все инстанции, пытаясь защитить своего учителя. Некоторые авторы считают, что эти письма и свидетельства сыграли роль в освобождении Зиновия Ароновича в 1939 году.
Зиновий Аронович Кисельгоф скончался 1 июня 1939 вскоре после прекращения его дела и освобождения из тюрьмы. Он был похоронен «на старом участке» еврейского Преображенского кладбища, однако, его могила затерялась.
Архив Кисельгофа: нотные записи, записи текстов песен и фонографические валики,- был передан его дочерью в Кабинет еврейской культуры АН УССР в Киев. Принимал материал М. Я. Береговский — музыковед и исследователь еврейского фольклора, который сотрудничал с Зиновием Ароновичем и при его жизни.
Детский дом при школе, которой руководил Зиновий Аронович, его обитатели и их судьбы изображены в изданной в 1931-м году книге Дойвбера Левина «Десять вагонов».

## Семья
(Основная информация дана по статье «Зиновий Кисельгоф: последние годы»)
— отец Арон Бенционович Кисельгоф

— мать Ревекка Лейзеровна Кисельгоф
— сестра Елизавета Ароновна Сорина (в воспоминаниях земляков — Софья Ароновна) была первым заведующим роддомом на станции Замосточье близ Витебска. Роддом функционировал с 1936 года и до Великой Отечественной войны.

— брат Cемен (Шефтель) Аронович Кисельгоф (1892 — 17 января 1942). Работал инженером-экономистом на фабрике «Красный Октябрь». В начале Великой Отечественной войны ушёл добровольцем в Ленинградское Народное ополчение, затем был в партизанах, стал бойцом истребительного отряда; умер в Ленинграде от голода 17 января 1942 года.
— жена Гута Григорьевна Кисельгоф (в девичестве — Слободина) преподавла в той же школе, что и Зиновий Аронович. Умерла 18 июля 1938 года вскоре после ареста Зиновия Ароновича

— дочь Лия Зусьевна Кисельгоф (1913—1986). В конце 30-х работала на фабрике «Красное знамя» инженером-экономистом. Во время войны была в блокадном Ленинграде. Эвакуирована в марте 1942 года. Умерла в 1986 году; похоронена на еврейском Преображенском кладбище.

— дочь Роза Кисельгоф (1908—1928)

## Наследие
Ряд композиторов, работавших с театром ГОСЕТ и Обществом еврейской народной музыки, использовали в своих произведениях фольклорные материалы, собранные Кисельгофом. Так, темы записей из коллекции Киссельгофа звучат в музыке Иосифа Ахрона к пьесам «Колдунья» и «Мазлтов», Льва Пульвера — во многих произведениях, в том числе в постановках «Двести тысяч» по Шолом-Алейхему и «Ночь в доме Ребе» и Александра Крейна в пьесе Переца «Ночью на Старом рынке».

### Коллекция записей
- Собрание фонографических записей еврейского музыкального фольклора Национальная библиотека Украины (1912—1947), большая часть которого основана на записях Зиновия Ароновича Кисельгофа, включено в реестр ЮНЕСКО «Память мира»[33]
- Некоторые из этих музыкальных записей, наряду с коллекцией записей музыки клезмера Авраама-Егошуа Маконовецкого[англ.], в настоящее время оцифровываются в рамках краудсорсингового проекта, организованного Клезмеровским институтом, под названием «Проект цифровых записей Кисельгофа-Маконовецкого» («The Kiselgof-Makonovetsky Digital Manuscript Project»)(KMDMP)[34].